# W. A. Camps
William Anthony Camps (28 de diciembre de 1910 - 17 de enero de 1997) fue un estudioso de los clásicos británicos, y maestro en el Pembroke College de Cambridge desde el año 1970 hasta el 1981. Era conocido como Tony Camps.

## Biografía
Entró en Pembroke College en 1928 y se convirtió en miembro en 1933. En 1939 se convirtió en profesor y de 1947 a 1962 fue profesor principal de la universidad.
Durante la Segunda Guerra Mundial sirvió en el ministerio encargado de asuntos económicos.
En 1953 se casó con Miriam Camp.
En la década de los 60, Camps editó una serie de cuatro volúmenes de las obras del poeta Propercio. Escribió más tarde Una introducción a la Eneida de Virgilio (1969) y Una introducción de Homero (1980).